# Acratheus
Acratheus is een geslacht van wantsen uit de familie van de Miridae (Blindwantsen). Het geslacht werd voor het eerst wetenschappelijk beschreven door William Lucas Distant in 1910.

## Soorten
Het genus bevat de volgende soorten:

- Acratheus albipes (Motschulsky, 1863)
- Acratheus nocturnus Distant, 1910
- Acratheus ocellaris Linnavuori, 1994
- Acratheus punctiger (Linnavuori, 1975)